# Sukno
Sukno (anglicky: broadcloth, německy: Tuch) je souhrnný pojem pro tkaniny se zplstěným povrchem dosaženým za určitých výrobních podmínek.

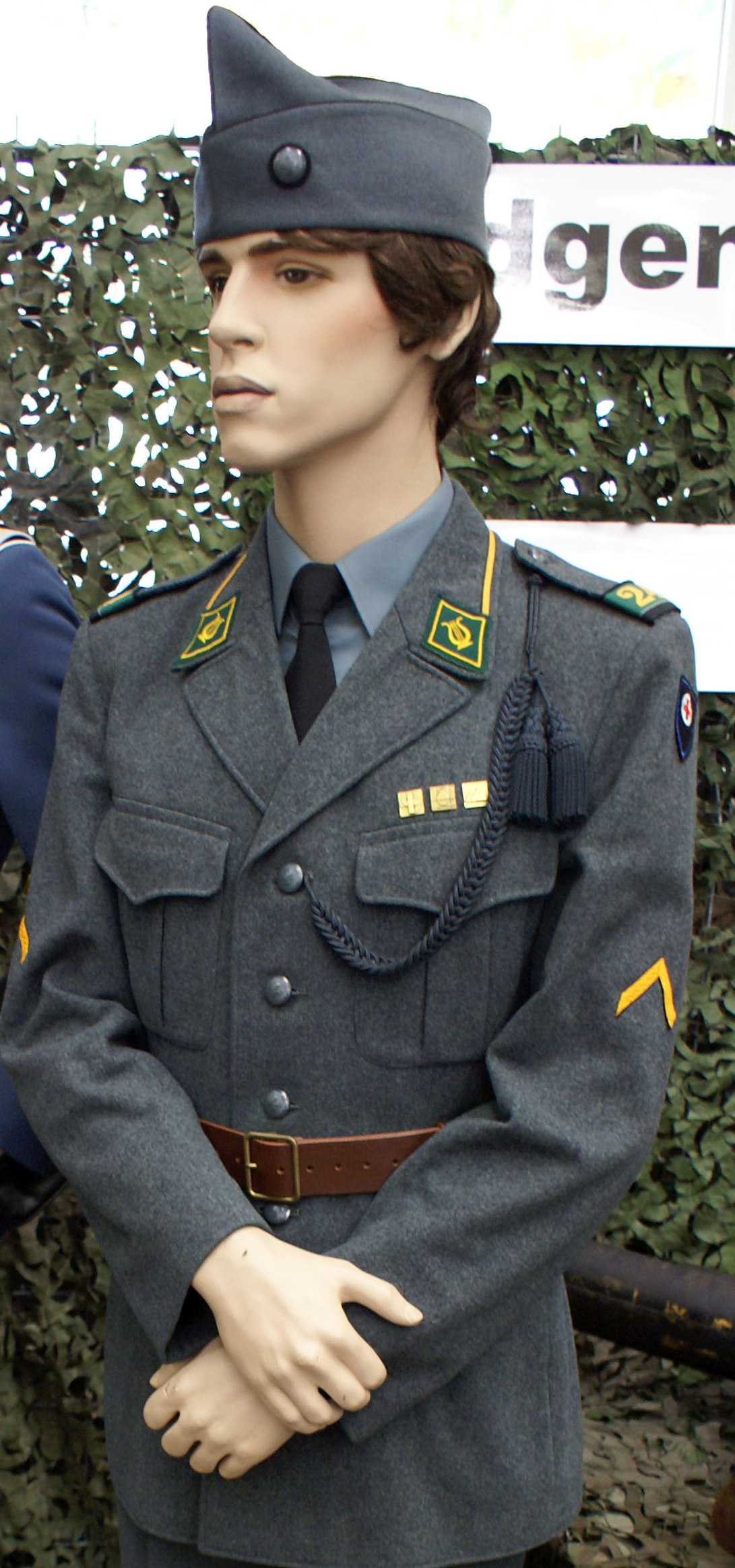
Švýcarské vojenské sukno (z roku 1972)

## Způsob výroby
Tkanina se vyrábí v plátnové nebo keprové vazbě, ke tkaní se používá barevná mykaná nebo česaná příze, z jemnější, silně zkadeřené vlny nebo ze směsi vlny s polyesterem.
Zplstnatění tkaniny se dosahuje díky jejímu valchování, počesávání, postřihování, dekatování a kalandrování. Některé stupně úpravy se několikrát opakují, takže než je textilie hotová, prochází až 30 procesy.
Po zplstění se tkanina sráží až o 75 %, proto se musí sukno tkát  podstatně širší než je finální výrobek (anglické označení pro sukno broadcloth = široká tkanina). Podle některých historiků se sukno vyrábělo v Nizozemsku už v 11. století, odtud se znalosti technologie rozšířily do Evropy.
V hotovém zboží zakrývá zplstnatěný povrch strukturu vazby tkaniny. Vzhled některých druhů sukna je podobný netkané plsti, se kterou se dá snadno zaměnit.

## Použití
V minulosti se sukno nejčastěji používalo na kalhoty, sukně, saka a pláště uniforem pro armádu, policii, železničáře, lesníky a jiná povolání. Zhruba od poloviny minulého století se však pro tento účel sukno stále více nahrazuje praktičtějšími (a většinou levnějšími) druhy tkanin, takže sukno dnes nachází širší použití jen na kroje (a jejich módní aplikace) v některých regionech Bavorska a Rakouska i Česka a pro speciální technické účely (např. potahy kulečníkových stolů).